# Elecciones estatales de Aguascalientes de 2016
Las elecciones estatales de Aguascalientes de 2016 se llevaron a cabo el domingo 5 de junio de 2016, y en ellas fueron renovados los siguientes cargos de elección popular:
- Gobernador de Aguascalientes. Titular del Poder Ejecutivo del estado, electo para un periodo de cinco años y diez meses no reelegibles en ningún caso. El candidato electo fue Martín Orozco Sandoval.
- 11 ayuntamientos. Compuestos por un Presidente Municipal y regidores, electos por única ocasión para un periodo de dos años y diez meses con posibilidad de reelección para el periodo inmediato.
- 27 Diputados al Congreso del Estado. Distribuidos entre 18 diputados de mayoría relativa y 9 de representación proporcional con posibilidad de reelección para el periodo inmediato. Electos por única ocasión para un periodo de un año y diez meses para integrar la LXIII Legislatura.

## Cargos
En julio de 2014 el Congreso del Estado de Aguascalientes aprobó una reforma electoral para homologar la celebración de los comicios locales con las elecciones federales y permitir la reelección de los diputados locales. El periodo de los 11 ayuntamientos es de dos años y diez meses, asumen el cargo el 1 de enero de 2017 y concluyen su periodo el 14 de octubre de 2019, logrando la homologación en 2021. Para el cargo de gobernador del estado se redujo la duración del mandato a cinco años y diez meses durante dos periodos, logrando la homologación para las elecciones de 2027. El gobernador electo en 2016 se mantiene en el cargo desde el 1 de diciembre de 2016 hasta el 30 de septiembre de 2022. En el caso del Congreso del Estado se elegirán 18 diputados de mayoría relativa y 9 de representación proporcional para integrar la LXIII Legislatura durante un año y diez meses, asumiendo el cargo el 15 de noviembre de 2016 y concluyendo su periodo el 15 de septiembre de 2018.

## Resultados

### Congreso del Estado de Aguascalientes
|  | 40.04 % |

|  | 25.43 % |

|  | 5.90 % |

|  | 5.50 % |

|  | 4.51 % |

|  | 3.46 % |

|  | 3.40 % |

|  | 2.87 % |

|  | 2.08 % |

|  | 2.04 % |

|  | 4.16 % |

|  | 100 % |

### Ayuntamientos
|  | 37.46 % |

|  | 25.20 % |

|  | 10.17 % |

|  | 5.92 % |

|  | 5.58 % |

|  | 3.41 % |

|  | 2.92 % |

|  | 2.46 % |

|  | 1.81 % |

|  | 1.63 % |

|  | 97.00 % |

|  | 3.00 % |

#### Municipio deRincón de Romos
PRI-PVEM-PNA gana por tercera vez consecutiva.
|  | 36.17 % |

|  | 37.74 % |

|  | 1.47 % |

|  | 4.62 % |

|  | 7.68 % |

|  | 2.50 % |

|  | 3.36 % |

#### Municipio deSan José de Gracia
Gana el PAN, anteriormente había gobernado el PNA.
|  | 38.05 % |

|  | 30.71 % |

|  | 5.24 % |

|  | 1.70 % |

|  | 7.80 % |

|  | 6.77 % |

|  | 0.77 % |

#### Municipio deTepezalá
PVEM gana por primera vez, tercera vez consecutiva anteriormente en coalición. Diferencia menor al 1%, va a realizarse un recuento
|  | 34.12 % |

|  | 21.89 % |

|  | 2.19 % |

|  | 34.81 % |

|  | 2.77 % |

|  | 1.69 % |

#### Municipio deSan Francisco de los Romo
Gana el PRI por primera vez, tercera consecutiva en coalición
|  | 33.15 % |

|  | 36.28 % |

|  | 2.61 % |

|  | 4.02 % |

|  | 1.63 % |

|  | 1.15 % |

|  | 10.24 % |

|  | 2.37 % |

|  | 3.14 % |

#### Municipio deEl Llano
Gana PRI-PT-PNA por primera vez, anteriormente gobernaba el PT sin coalición
|  | 19.82 % |

|  | 38.12 % |

|  | 24.02 % |

|  | 5.56 % |

|  | 7.92 % |

|  | 0.80 % |

|  | 0.53 % |